# Лари О’Банон
Лари О’Банон (енгл. Larry O'Bannon; Луивил, 15. август 1983) је бивши амерички кошаркаш. Играо је на позицијама плејмејкера и бека.

## Каријера

### Универзитетска каријера
О’Банон је у родном граду студирао на универзитету Луивил где је играо за кошаркашку екипу Луивил кардиналс. Године 2005. са универзитетском екипом је стигао до фајнал фора у дивизији 1 универзитетског НЦАА такмичења и проглашен је регионалним МВП-јем.

### Професионална каријера
О’Банон је током лета 2005. дошао у Црвену звезду. Са црвено-белима је у фебруару 2006. освојио Куп Радивоја Кораћа. То је био последњи турнир купа, који је игран у оквиру државне заједнице Србије и Црне Горе, а Црвена звезда је у финалу одиграном у Хали Пионир савладала Хемофарм резултатом 80:65, уз О’Бенонових осам поена. Црвено-бели су се те сезоне такмичили и у УЛЕБ купу где су стигли до четвртфинала да би их ту сачекао и елиминисао каснији освајач такмичења, Динамо из Москве, који је тада са клупе предводио Душан Ивковић. О’Бенон је у УЛЕБ купу одиграо 13 мечева уз просек од 12,2 поена по мечу, што га ставља на друго место клупске листе стрелаца у тој сезони иза Милана Гуровића. У Јадранској лиги је бележио просечно 8,9 поена по мечу, а Црвена звезда је те сезоне тамичење у регионалној лиги завршила у полуфиналу Ф8 турнира у Загребу поразом од ФМП-а. У финалу Суперлиге Србије и Црне Горе, Звезда је поражена од Партизана па је Куп Радивоја Кораћа остао једини трофеј који је Лери О’ Бенон освојио у црвено белом дресу.
Уочи сезоне 2006/07. je потписао за италијанске Удине, међутим у фебруару 2007. мења клуб али не и државу и одлази у Наполи где завршава сезону. Наредну сезону почиње у Грчкој, где игра за Ретимно, али у децембру 2007. прелази у бугарски Лукојл академик, где проводи остатак сезоне. Пред почетак сезоне 2008/09. постаје играч израелског Макаби Ришон Лециона, и у овом клубу проводи наредне две сезоне. У септембру 2010. је потписао за Макаби Хаифу, али је отпуштен већ у фебруару 2011. године. Након тога је играо у Аргентини за Боку јуниорс и Ланус, да би се током лета 2012. вратио у Европу и потписао за швајцарски Вакало. У фебруару 2013. напушта Вакало и потписује за Хапоел Еилат до краја сезоне.
У августу 2013. постао је члан француског Олимпик Антиба, али опет током сезоне мења тим, па у јануару 2014. потписује уговор са руском екипом Краснаја Крила. У септембру 2014. је поново потписао за Макаби Ришон Лецион,  али их напушта после само три утакмице и прелази у Хапоел Тел Авив, где проводи остатак сезоне. Од 2015. године је играо у Јужној Америци. Носио је дресове клубова из Аргентине, Уругваја и Чилеа, а последњи ангажман је имао у сезони 2019/20, након чега је одлучио да заврши каријеру.